# کاوه مدنی
کاوه مدنی (زادهٔ مرداد ۱۳۶۰) دانشمند ایرانی حوزه آب و محیط زیست، مدیر ارشد سازمان ملل متحد و معاون پیشین سازمان حفاظت محیط زیست ایران است. او به مدت یک سال نائب‌رئیس مجمع محیط زیست سازمان ملل متحد بوده‌است. وی استاد مرکز سیاست محیط زیست کالج سلطنتی لندن (امپریال کالج لندن) است و در جوامع علمی بین‌المللی به سبب «کمک بنیادی در تلفیق نظریه بازی‌ها و تحلیل تصمیم‌گیری با مدل‌های مدیریت منابع آب» مطرح است.
او در سال‌های اخیر نقش بسیار پررنگ و تأثیرگذاری در روشنگری دربارهٔ سیاست‌های غلط مدیریت منابع آب و محیط زیست و افزایش آگاهی عمومی نسبت به بحران آب و محیط زیست ایران ایفا نموده‌است.
مدنی پس از خروج از ایران، در اوت ۲۰۲۲ به‌عنوان رئیس مؤسسه آب، محیط زیست، و بهداشت دانشگاه سازمان ملل منصوب شد.

## تولد و زندگی
مدنی متولد مرداد ۱۳۶۰ است و در تهران به دنیا آمد.

## تحصیل
کاوه مدنی در سال ۱۳۸۲ و در مقطع کارشناسی رشته مهندسی عمران از دانشگاه تبریز فارغ‌التحصیل شد. وی پس از آن برای ادامه تحصیل در مقطع کارشناسی ارشد به کشور سوئد رفت و در سال ۱۳۸۴ در رشته منابع آب از دانشگاه لوند فارغ‌التحصیل شد. او در سال ۱۳۸۸ مدرک دکترای خود را در رشته مهندسی عمران محیط زیست از دانشگاه کالیفرنیا، دیویس دریافت نمود. وی پس از آن دوره پسا دکتری خود را در رشته اقتصاد و سیاست محیط زیست در دانشگاه کالیفرنیا، ریورساید گذراند.

## فعالیت حرفه‌ای
کاوه مدنی استاد تحلیل سامانه‌ها و سیاست در مرکز سیاست محیط زیست کالج سلطنتی لندن بود. وی پیش از پیوستن به کالج سلطنتی لندن، استادیار دانشگاه مرکز فلوریدا (سنترال فلوریدا) بوده‌است. کاوه مدنی عضو شورای سردبیران نشریه علمی و پژوهشی مدیریت و برنامه‌ریزی منابع آب انجمن مهندسان عمران آمریکا و نشریه شهرها و جوامع پایدار انتشارات الزویر است.
مدنی همچنین در اسفندماه ۱۳۹۵ دبیر اولین کنفرانس بین‌المللی تغییر اقلیم ایران بود. بعد از رأی نیاوردن حبیب‌الله بیطرف در دوره دهم مجلس شورای اسلامی برای تصدی پست وزارت نیرو، نام کاوه مدنی به عنوان یکی از گزینه‌های جوان و مورد حمایت فعالان آب و محیط زیست برای نشستن بر کرسی وزارت نیرو توسط برخی رسانه‌ها مطرح شد. اما او در مصاحبه با خبرگزاری مهر با اظهار بی‌اطلاعی از این خبر تأکید کرد که هیچ پیشنهاد رسمی برای تصدی سمت وزارت نیرو به او نشده‌است.
در ۲۶ شهریور ۱۳۹۶، با حکم عیسی کلانتری معاون رئیس‌جمهور و رئیس سازمان حفاظت محیط زیست ایران، کاوه مدنی معاون بین‌الملل، نوآوری و مشارکت فرهنگی - اجتماعی این سازمان شد.

## دستگیری و خروج از ایران
کاوه مدنی در طول خدمت خود در سازمان حفاظت محیط زیست همواره از نقض حریم خصوصی خود، نبود امکان فعالیت در ایران و بازجویی‌های بسیار ابراز ناراحتی می‌کرد. وی می‌گوید: «به محض ورود به تهران بازجویی شدم. ایمیل و اکانت‌های شبکه‌های اجتماعی من را بدون اجازه چک کردند». او در بهمن ۱۳۹۶ در جریان بازداشت فعالان محیط زیست متهم جاسوسی بازداشت شد. کاوه مدنی پس از پایان یک سفر دیپلماتیک به خارج از کشور، دیگر به ایران بازنگشت و فروردین ماه ۹۷ از سمت معاونت سازمان حفاظت محیط زیست استعفا داد. و عیسی کلانتری علیرغم میل باطنی استعفای او را پذیرفت.

## جوایز و افتخارات

### چهره نوین مهندسی عمران
کاوه مدنی در سال ۲۰۱۲ توسط انجمن مهندسان عمران آمریکا برای «دستاوردهای حرفه‌ای و فردی که نشان‌دهنده آینده با اهمیت و بشر دوستانه مهندسی عمران است»، به عنوان یکی از ۱۰ چهره جدید مهندسی عمران انتخاب شده‌است. این جایزه، توسط انجمن مهندسان عمران آمریکا به مهندسانی اهدا می‌شود که دارای ظرفیت بالایی برای یک آینده کاری بلندمدت و متمایز در حرفه مهندسی بوده و متعهد به انجام فعالیت‌های خود به بهترین شکل هستند.

### جایزه دانشمندان برجسته جوان آرنه ریشتر
اتحادیه علوم زمین اروپا (EGU) کاوه مدنی را به دلیل «سهم بنیادی در تلفیق نظریه بازی‌ها و روش‌های متفاوت تحلیل تصمیم‌گیری با سامانه‌های مرسوم مدیریت منابع آب» که منجر به ایجاد نگرشی جدید در مدل‌های مدیریت منابع آب شده، به عنوان یکی از چهار دانشمند برجسته جوان در سال ۲۰۱۶ برای دریافت جایزه آرنه ریشتر انتخاب کرده‌است. این جایزه به پژوهشگرانی داده می‌شود که توانسته‌اند به پیشرفت‌های درخور توجهی در رشته‌های گوناگون علوم زمین دست پیدا کنند.

### جایزه دانشمند جوان علوم آب‌شناسی
اتحادیه فیزیک زمین آمریکا (AGU) در سال ۲۰۱۹ و همزمان با صدمین سالگرد تأسیس این انجمن، جایزه سالیانه دانشمند جوان در علوم آب‌شناسی را به دلیل مشارکت‌های بنیادین در تلفیق نظریه بازی‌ها و روش‌های تحلیل تصمیم‌گیری با مدل‌های مرسوم سامانه‌های مدیریت و برنامه‌ریزی منابع آب به کاوه مدنی اهدا کرد. این جایزه به دلیل فعالیت‌های پرثمر وی در زمینه آموزش، ترویج و افزایش آگاهی عمومی در زمینه مشکلات محیط زیست و اقلیم و همچنین اثرات اجتماعی خدمات کاوه مدنی به جامعه علوم آب‌شناسی، به وی اهدا گردید.

### جایزه پژوهشی والتر هوبر
انجمن مهندسان عمران آمریکا (ASCE) دارای بیش از ۱۵۰ هزار عضو از ۱۷۷ کشور دنیاست و با بیش از۱۶۰ سال قدمت، قدیمی‌ترین انجمن مهندسی ایالات متحده محسوب می‌شود. از سال ۱۹۴۹ تا کنون، این انجمن سالانه سه تا پنج نفر را برای دریافت جایزه پژوهشی والتر هوبر انتخاب می‌کند. این جایزه که با ارزش‌ترین جایزه برای پژوهشگران نسبتاً با سابقه (mid-career) محسوب می‌شود به کسانی داده می‌شود که به موفقیت چشمگیری در پژوهش‌های خود در زمینه‌های گوناگون مهندسی عمران دست یافته باشند.
کاوه مدنی این جایزه را به خاطر «پژوهش‌های پیشگامانه در توسعه روش‌های تخصیص منابع محدود آب از طریق تلفیق مفاهیم حل مناقشات و نظریه بازی‌ها برای استفاده درسامانه‌های پیچیده منابع آب» دریافت کرد.
کمیته انتخاب این جایزه به‌طور خاص رهبری او در استفاده از مفاهیم تحلیل سامانه‌ها در مسائل محیط زیست، آب و انرژی را مورد توجه قرار داده‌است.

### جایزه سفیر
کاوه مدنی  در سال ۲۰۲۰ جایزه اتحادیه ژئوفیزیک آمریکا را به سفیر سالانه به سبب حوزه تأثیر و خدمات فراتر از فضای پژوهشی معمول و دستاوردهایی با تأثیر شایان بر جوامع انسانی دریافت کرد. این جایزه با هدف ارج نهادن به فعالیت دانشمندانی که به ترویج علوم زمین، توانمندسازی و بهبود وضعیت زندگی جوامع انسانی و ایجاد انگیزه برای پژوهشگران جوان کمک می‌کنند، اهدا می‌شود.

## فیلم‌شناسی
کاوه مدنی تا کنون در مستندهای علمی زیر به عنوان متخصص حضور داشته‌است:
- مستند بحران آب ایران ساخت شبکه الجزیره قطر در سال ۲۰۱۶
- مستند توفان‌ها شن ساخت بی‌بی‌سی در سال ۲۰۱۷ دربارهٔ طوفان‌ها شن خاورمیانه

## سخنرانی‌ها و گفتگوها
- سخنرانی تد در مورد جنگ جهانی آب (جزیره کیش، ۱۳۹۴).
- سخنرانی در مورد بحران آب ایران (دانشگاه استنفورد، ۱۳۹۵).
- سخنرانی در مورد بحران آب ایران (انجمن سلطنتی جغرافیا، ۱۳۹۳).
- سخنرانی در مورد خرافات آب ایران (دانشگاه صنعتی شریف، ۱۳۹۴).
- سخنرانی مراسم اهدای جایزه آرنه ریتچر برای دانشمند جوان برجسته در علوم زمین(وین، ۱۳۹۵).
- گفتگو با ال گور در برنامه ۲۴ ساعت واقعیت دربارهٔ تغییر اقلیم و سیاست‌های استفاده از انرژی‌های تجدید پذیر در ایران (پاریس، ۱۳۹۵).
- گفتگوی چهره جدید مهندسی عمران (۱۳۹۱).
- گفتگو در برنامه ۱۸۰ درجه شبکه جهانی افق با موضع بحران آب یا بحران مدیریت آب (تهران، ۱۳۹۵).
- گفتگو با شبکه خبری ان‌بی‌سی استرالیا در مورد ردپای آپ در دانلود اطلاعات از اینترنت (لندن، ۱۳۹۵).
- گفتگو در برنامه باهمستان شبکه جهانی جام جم در مورد بحران آب ایران (تهران، ۱۳۹۵).
- گفتگو با سیاوش صفاریان‌پور در مورد جنگ آب و بحران آب ایران در اولین نشست از سلسه نشست‌های علمی سیتاک (تهران، ۱۳۹۵).
- گفتگو با بخش خبری شبکه ۴ سیما در مورد دریافت جایزه پژوهشی هوبر سال ۲۰۱۷ انجمن مهندسان عمران آمریکا (۱۳۹۶).
- گفتگو در برنامه «تمام قد» رادیو تهران (تهران ۱۳۹۶).[۴۶]

## برخی از گفتارها

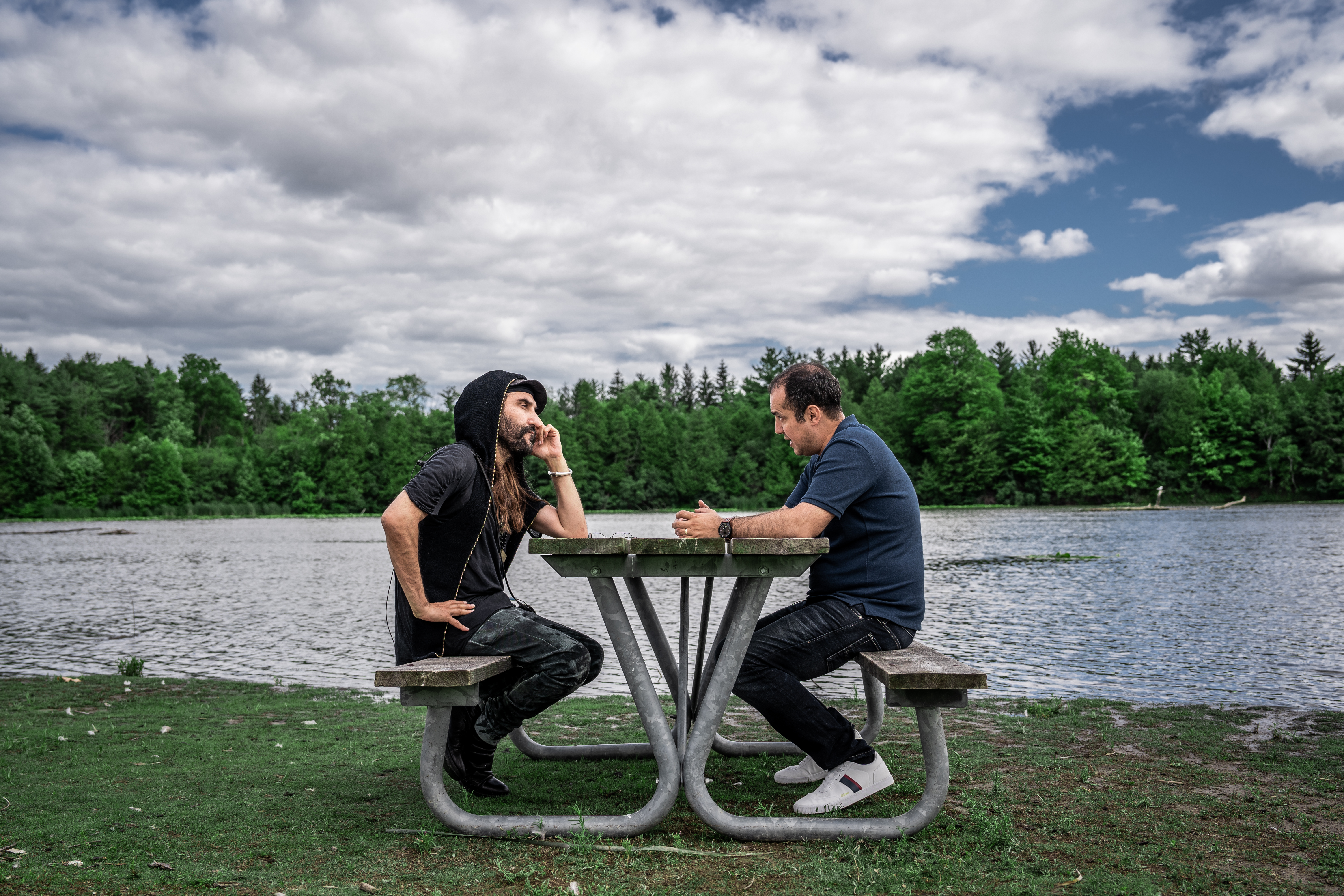
گفتگوی بهزاد بلور با کاوه مدنی در تورنتو

- گفتگوی بهزاد بلور با کاوه مدنی در تورنتو «مدیریت منابع آب در ایران مبتنی بر پارادایم مدیریت بحران است. اقدام‌ها تنها زمانی صورت می‌پذیرند که مشکلات به قدری جدی باشند که مانع از حرکت شوند.» (۲۰۱۶)
- «مهم‌ترین پیشران توسعه نامتوازن در ایران و سایر کشورهای خاورمیانه عطش توسعه است که مانع از درک جامع از پویایی‌های به هم پیوسته پیچیده و روابط بازخوردی بین بخش‌های گوناگون می‌شود.» (۲۰۱۶)[۴۷]
- «آب، مرزهای سیاسی ما را به رسمیت نمی‌شناسد.» (۲۰۱۵)
- «مذاکرات پاریس می‌تواند به ما امید و درس‌های ارزشمندی بدهد. حس مشترک در کنار تهدیدها می‌تواند ملت‌ها را متحد کند. حتی در زمانی که تندروها، تروریست‌ها و ترامپ‌ها برای تفکیک دنیا سخت در تلاش‌اند.» (۲۰۱۵).[۴۸]
- «همیشه دیر است، اما برای بهبود و درست کردن هیچ‌گاه خیلی دیر نیست.» (۲۰۱۵)[۴۹]
- «تاریخ نشان می‌دهد که ما تعیین اهداف بلندپروازانه در نشست‌های بین‌المللی مهم را خوب بلدیم. اما آنچه بیش از این اهمیت دارد این است که چگونه می‌خواهیم به اهداف برسیم.» (۲۰۱۵)[۵۰]
- «گفتن و امضاء کردن آسان است، آنچه که سخت است اجرا کردن است. معمولاً این موضوع دغدغه سیاست‌مداران بلند پروازی نیست که از علم دور می‌مانند.» (۲۰۱۵)[۴۸]
- "ما آنقدر درگیر مذاکره بر سر اهداف می‌شویم که فراموش می‌کنیم برای رسیدن به هدف به وسیله هم نیاز داریم. (۲۰۱۵)[۴۸]
- «چه ۱٫۵ درجه باشد، چه ۲ درجه سانتیگراد [سلسیوس]، ما باید بر شناخت مسیرها و فرآیندهای اجرایی که ما را به این هدف می‌رسانند متمرکز شویم. در غیر این صورت، ما تنها اهداف جدیدی را به دستور کارهای بلندپروازانه قبلی خود در توسعه پایدار، فقرزدایی، بهبود سطح سلامت و آموزش و غیره، اضافه می‌کنیم.» (۲۰۱۵)[۴۸]
- «بحران آب در ایران، آنگونه که برخی از تصمیم گیران ادعا می‌کنند، به دلیل عدم دسترسی به فن آوری یا مهارت‌های فنی نیست. در واقع، ایران از تصمیم‌گیری غیر یکپارچه و حل مسئله توسط کارشناسان دانایی که مستقل عمل می‌کنند رنج می‌برد.» (۲۰۱۴)
- «مسئولیت‌پذیری بر آگاهی و اراده استوار است نه توانایی جسمی و مالی.» (۲۰۱۷)
- "نباید بگوییم "بحران آب"، بلکه باید بگوییم "ورشکستگی آب" چراکه از بحران گذشته‌ایم و ورشکسته شده‌ایم!" (۲۰۱۷)

## برخی مقاله‌ها و یادداشت‌ها
کاوه مدنی بیش از ۲۲۰ مقاله و کتاب در مجلات و کنفرانس‌های معتبر علمی بین‌المللی به چاپ رسانده‌است که برخی از آنها عبارتند از:
- K. Madani, "Game theory and water resources", Journal of Hydrology 381 (3), 225-238, 2010[۵۲]
- J. Medellín-Azuara, J.J. Harou, M.A. Olivares, K. Madani et al. , "Adaptability and adaptations of California’s water supply system to dry climate warming", Climatic Change 87, 75-90, 2008[۵۳]
- A. Mirchi, K. Madani, D. Watkins, S. Ahmad, "Synthesis of system dynamics tools for holistic conceptualization of water resources problems", Water resources management 26 (9), 2421-2442, 2012[۵۴]
- A. Gohari, S. Eslamian, A. Mirchi, J. Abedi-Koupaei, A.M. Bavani, K. Madani, "Water transfer as a solution to water shortage: a fix that can backfire", Journal of Hydrology 491, 23-39, 2013[۵۵]
- A. Gohari, S. Eslamian, J. Abedi-Koupaei, A.M. Bavani, D. Wang, K. Madani, "Climate change impacts on crop production in Iran's Zayandeh-Rud River Basin", Science of the Total Environment 442, 405-419, 2013[۵۶]